# Lara Alcázar
Lara Alcázar Miranda (El Entrego, Asturias, c. 1992) es una fotógrafa y activista feminista española, líder del grupo Femen en España desde mayo de 2013.

## Trayectoria
Cursó los estudios de  Historia del Arte en la Universidad de Oviedo. Se considera feminista desde los 16 años de edad y ha participado en otros movimientos feministas y estudiantiles, como el PCA (Partido Comunista de Asturias), la UHP (Unión de Historiadores Progresistas), CSOA La Madreña, y Milenta Muyeres y Moces.
Decidió unirse a Femen -ha explicado en varias entrevistas- por sentir que el trabajo de grupo representaba lo que ella deseaba hacer como activista.
Para Alcázar Miranda, las mujeres tienen muchas áreas por las cuales luchar, como el empoderamiento económico, la igualdad de sueldo y el fin de la violencia de género, entre muchos otros. Estableció contacto con  Inna Shevchenko, de Femen International, para manifestarle su interés de crear la rama española del grupo, después de haber participado en el apoyo al caso de Amina Tyler, una activista de origen tunecino que fue secuestrada por su propia familia, después de que ella publicara en una red social una foto en la que se mostraba semidesnuda, con un libro y un cigarrillo.
Es considerada la cara de Femen, aunque la formación de la rama española del grupo la llevó a cabo junto a Indira, una activista animalista originaria de Algeciras, en Cádiz que actualmente no forma parte del grupo.
Alcázar Miranda afirma tener el apoyo de su familia para su activismo dentro de Femen y considera que las protestas con el pecho desnudo no representan motivo de vergüenza o pudor 

La religión no me parece compatible con el feminismo, es una ideología completamente patriarcal en la que Dios, el amo y el maestro, es un hombre y en ella la mujer siempre va a estar doblegada por mandatos machistas.
Lara Alcázar Miranda, Febrero de 2014

## Protestas

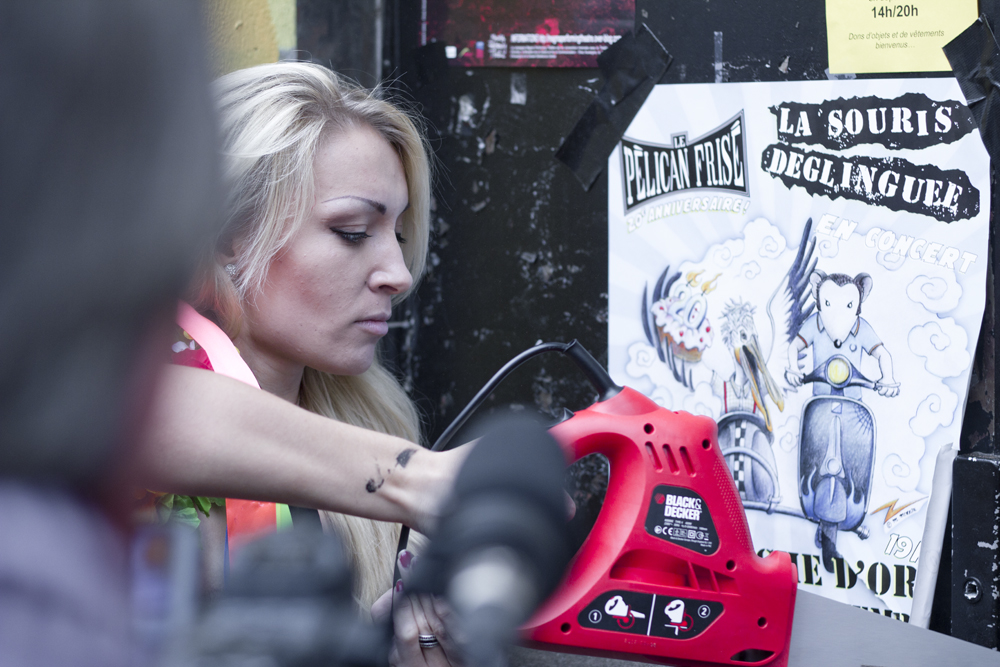
Inna Shevchenko, la representante de Femen en París, a quien Alcázar Miranda contactó para iniciar las actividades del grupo en España.

La primera protesta de Femen bajo la dirección de Alcázar Miranda fue en junio de 2013, un mes después de la conformación del grupo. Fue una manifestación a favor de las activistas de Femen procesadas en Túnez a la misma hora en que el proceso iniciaba. En la manifestación participaron las hasta entonces primeras tres integrantes del grupo, aunque entre ellas no se encontraba la segunda fundadora del movimiento en España.
El 9 de octubre de 2013, Alcázar Miranda y otras dos activistas internacionales (Inna Shevchenko y Pauline Hillier) protagonizaron la acción más sonada de Femen en España, al entrar al Congreso de los Diputados y protestar contra la reforma de la ley del aborto del Ministro de Justicia Alberto Ruíz Gallardón al grito de Aborto es sagrado.
Otras acciones de resonancia mediática de Alcázar son el lanzamiento de bragas ensangrentadas de flujo menstrual a Monseñor Rouco Varela, el enfrentamiento a la manifestación de los Provida contra el aborto o la pintada sobre la cruz del cementerio de Paracuellos de Jarama contra la celebración del 20N
Alcázar Miranda ha llevado a cabo protestas en otros países europeos, como Suecia o Francia.
En julio de 2015, Lara Alcázar aterrizaba Rabat con el fin de realizar una protesta en Marruecos por los derechos LGTBI. Sin embargo, este viaje le supuso ser interceptada por los servicios policiales marroquíes con el objetivo de impedir la protesta. Permaneció por más de seis horas retenida tras ser interrogada e investigada por policías secretos que ni siquiera llegaron a mostrar sus credenciales. Alcázar afirma no haber acudido a la policía o la Embajada para asegurar que la acción pudiese realizarse igualmente por otras compañeras extranjeras, que finalmente lo lograron ese mismo fin de semana. 
Al regresar a España, el gobierno marroquí afirmó que Lara Alcázar habría entrado al país con dos pasaportes diferentes. Desde Femen España, Alcázar enfatiza que en Marruecos "no es algo excepcional el bloqueo de la libertad de expresión y de manifestación". Además, alega que este tipo de situaciones se han normalizado -ningún viandante acudió en su ayuda cuando le "secuestraron"- y enfatiza que "lo que se está viviendo en Marruecos es una dictadura. No respetan los derechos fundamentales".

## Otras actividades
Alcázar Miranda también es fotógrafa y sus obras las firma como Lara A. Miranda. Ha mostrado su trabajo en exposiciones individuales y colectivas en Gijón, León, Madrid y Oviedo. Ha trabajado y publicado como fotógrafa en periódicos como La Vanguardia y el Diari Ara.
Así mismo, Lara Alcázar es firma habitual en la web Tribuna Feminista, publica periódicamente en su propio blog en el Huffington Post Archivado el 2 de julio de 2018 en Wayback Machine., y en la revista crítica asturiana, El Soma Archivado el 2 de enero de 2019 en Wayback Machine.. 
Ha participado en la redacción y publicación de dos de los títulos de FEMEN, "Manifiesto FEMEN" y "Rebelión". 